# Gerhard Thyben
Gerhard Thyben (Kiel, 24 febbraio 1922 – Cali, 4 settembre 2006) è stato un militare e aviatore tedesco, asso della Luftwaffe durante la seconda guerra mondiale con 157 vittorie accertate in 385 missioni, 152 ottenute sul fronte orientale, tra cui 28 Ilyushin Il-2 Šturmovik, e cinque su quello occidentale. Ha condotto 22 missioni di caccia e bombardamento in cui ha rivendicato l'abbattimento di due aerei e la distruzione di sette camion a terra. Decorato con la Croce di Cavaliere della Croce di Ferro con fronde di quercia, con la Croce di Ferro di prima classe, l'Ordine militare della Croce Tedesca in oro e con la Coppa d'onore della Luftwaffe. Accreditato di aver abbattuto cinque, o più velivoli nemici nel corso di un solo combattimento aereo.

## Biografia

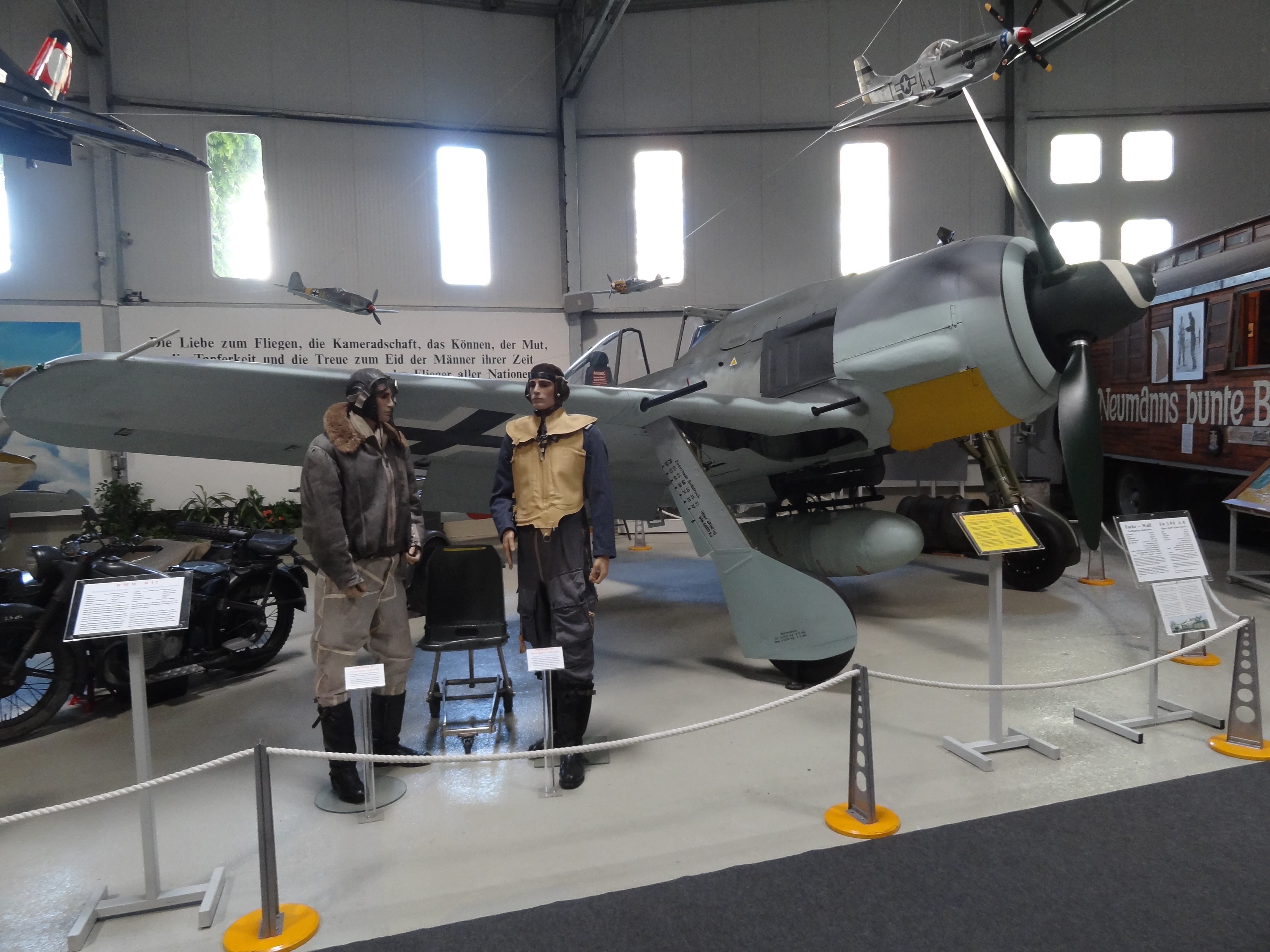
Un Focke-Wulf Fw 190A-8 esposto presso il Luftfahrtmuseum di Hannover-Laatzen.

Nacque a Kiel, all'epoca capoluogo della provincia della Schleswig-Holstein, il 24 febbraio 1922. Allora la provincia dello Schleswig-Holstein era parte integrante del Libero Stato di Prussia, uno dei principali Land
della Repubblica di Weimar. Dopo aver conseguito la laurea, il 15 luglio 1940, in piena seconda guerra mondiale, si arruolò volontario per espletare il servizio militare nella Luftwaffe. Completò la sua formazione basica presso il Fliegerausbildungs-Regiment 43 a Wien-Stammersdorf e poi il 14 ottobre fu trasferito in servizio alla 3./Fliegerausbildungs-Regiment 32 a Rochefort-en-Terre per iniziare l'addestramento a volo. Il 15 novembre fu trasferito presso un'altra scuola di volo dove fu promosso a gefreiter il 1 ° luglio 1941.
Il 16 settembre 1941 fu inviato alla Jagdfliegervorschule 2, superando questo corso il 14 dicembre,  e quindi trasferito alla Jagdfliegerschule 5 di Wien-Schwechat. Lì, per motivi disciplinari, fu messo agli arresti per sei giorni nel mese di aprile e per altri cinque giorni nel maggio 1942. Dopo aver completato l'addestramento come pilota da combattimento, il 1º novembre, fu mandato alla 3. Staffel della Ergänzungs-Jagdgruppe Ost, un'unità di addestramento specializzata per i nuovi piloti di caccia destinati in servizio al Fronte orientale.  Il 13 novembre fu assegnato alla 1. Staffel dello Ergänzungs-Jagdgruppe Süd. [Nota 2] Il 13 dicembre 1942 fu inviato alla 6. Staffel della II. Gruppe dello Jagdgeschwader 3 "Udet" operante nel settore meridionale del fronte orientale. Conseguì la sua prima vittoria aerea il 26 febbraio 1943 a spese di un Douglas A-20 Boston, e nell'estate successiva prese parte alla battaglia di Kursk. Il 6 settembre ricevette la Coppa d'onore della Luftwaffe. e promosso tenente,  il 1 gennaio 1944 fu trasferito allo Jagdgeschwader 54.
Si distinse subito come pilota, tanto che il 30 settembre gli fu attribuita la sua centesima vittoria aerea, e raggiunta la 116 il 6 dicembre venne decorato con la Croce di Cavaliere della Croce di Ferro. Fu il 93º pilota della Luftwaffe a raggiungere tale obiettivo. Il 1 gennaio 1945 fu promosso Staffelkäpitan della 7 Staffel, e venne trasferito con il suo reparto in Curlandia. Divenuto oberleutnant, raggiunse le 150 vittorie il 9 febbraio, e ricevere le foglie di quercia sulla Croce di Cavaliere della Croce di Ferro.
L'8 maggio 1945, ai comandi di un Focke-Wulf Fw 190  rivendicò la sua ultima vittoria, la numero 157,  sul Mar Baltico, quando abbatte un cacciabombardiere Petlyakov Pe-2. Quel giorno tutti i circa 50 Fw 190 dello Jagdgeschwader 54 decollarono dalla sacca di Curlania per trasferirsi a Flensburg in zona controllata dagli americani, o per farsi internare in Svezia, mentre alcuni piloti raggiunsero le loro città di residenza. Decollato con a bordo il suo meccanico A. Mayers, stipato nel compartimento radio e che doveva letteralmente compiere manovre acrobatiche per non intralciare il movimento dei cavi di comando e controllo del velivolo, il suo aereo, insieme a quello del suo gregario, l'oberfeldwebel Fritz Hagenbrauk, si allontanò da Libau oramai in fiamme per dirigersi verso il mare aperto. Mentre stava volando alle 07:54 avvistò un ricognitore Petlyakov Pe 2 che volava a bassa quota in una missione di ricognizione marittima, alla ricerca delle navi che stavano lasciando la sacca di Curlandia cariche di soldati e civili, per sfuggire alla cattura da parte dei sovietici. 
L'equipaggio Pe-2 era composto dallo staršij lejtenant Grigoriy Ivanovič Davidenko, dal kapitan Aleksej Ivanovič Gračëv entrambi insigniti dell'onorificenza di Eroi dell'Unione Sovietica e dallo staršiná Michail Muraško. Dopo un breve combattimento sul mare il Pe-2 fu abbattuto, e precipitò tra le onde con la morte di tutti e tre i membri dell'equipaggio. Gli aviatori tedeschi raggiunsero quindi Kiel, dove si arresero agli inglesi e furono internati come prigionieri di guerra.  Dopo la sua liberazione, avvenuta il 10 luglio 1945, nel 1946 andò in Spagna e poi in Argentina, stabilendosi quindi in Colombia, dove iniziò a servire come istruttore di volo presso la Fuerza Aérea Colombiana. Si spense a Santiago di Cali il 4 settembre 2006.
Gli autori Matthews e Foreman, nel loro libro Luftwaffe Aces - Biographies and Victory Claims, in base agli studi effettuati presso l'Archivio Federale Tedesco hanno dichiarato che a Thyben sono state attribuite 157 vittorie aeree, di cui 152 sul fronte orientale e 5 su quello occidentale. Di esse 100 erano state ottenute mentre prestava servizio presso lo Jagdgeschwader 3, e 57 presso lo JG 54.

### Annotazioni
1. ↑  Si trattava anche della vittoria numero 9.500 ottenuta dallo Jagdgeschwader 54 durante la seconda guerra mondiale.

### Fonti
1. ↑  Fellgiebell 2000, p. 101.
2. ↑  Spick 1996, pp. 3-4.
3. 1 2 3 4 5 6 7 8 9 10  Lexikon.
4. ↑  Stockert 2011, p. 47.
5. ↑  Stockert 2011, pp. 47-48.
6. ↑  Obermaier 1989, p. 244.
7. ↑  Weal 2001, p. 117.
8. 1 2  Mattioli 2016, p. 4.
9. 1 2 3  Mattioli 2016, p. 5.
10. ↑  Matthews, Foreman 2015, pp. 1321-1324.
11. 1 2  Scherzer 2007, p. 745.
12. ↑  Patzwall, Scherzer 2001, p. 476.
13. 1 2  Thomas 1998, p. 391.